# سعد لوستان
سعد لوستان ممثل سوري.

## عن حياته
ممثل سوري مقيم حالياً في باريس، خريج المعهد العالي للفنون المسرحية في دمشق، وشارك في أعمال تلفزيونية ومسرحية وإذاعية وسينمائية، له عديد المشاركات المسرحية والإذاعية، كما شارك بمهرجان كان السينمائي بدورته ال17 لعام 2018 عن دوره في فيلم" قماشتي المفضلة". ترشح فيلمه " الرجل الذي باع ظهره إلى جائزة الأوسكار لعام 2021.

## أعماله

### في السينما
- الرجل الذي باع ظهره إخراج كوثر بن هنية
- فيلم«قماشتي المفضلة» إخراج غايا جيجي.
- فيلم«خمس دقائق في منتصف الليل» إخراج وليد حريبفيلم«مطر أيلول» إخراج عبد اللطيف عبد الحميد.
- فيلم«المهد» إخراج محمد ملص.

### في التلفزيون
- «صلاح الدين الأيوبي» مع المخرج حاتم علي[5]
- «عصي الدمع» مع المخرج السوري حاتم علي[6]
- «رائحة المطر» مع المخرجة السورية إيناس حقي[7]
- «أبو خليل القباني» مع المخرجة ايناس حقي[8]
- «أصوات خافتة» مع المخرجة ايناس حقي[9]
- «زمن الصمت» مع المخرج سمير حسين[10]
- «قلبي معكم» مع المخرج سامر برقاوي[11]
- «وادي السايح» مع المخرج محمد بدرخان[12]«صبايا الجزء الثاني» مع المخرج فراس دهني[13]
- «عنترة بن شداد» مع المخرج رامي حنا[14]
- «الشبيهة» مع المخرج فراس دهني [15]
- مسلسل«وصمة عار» مع المخرج ناجي طعمة [16]
- «طيور الشوك» إخراج أيمن زيدان[17]
- «العقاب» مع المخرج رشاد كوكش[18]
- «هذا العالم» مع المخرج علاء عربي كاتبي
- «الفوارس» مع المخرج محمد عزيزية[19]

### في الدوبلاج
- المحقق كونان ج6.
- باكوغان الجزء الثاني سبكترا«مايك».

## وصلات خارجية
- سعد لوستان على موقع قاعدة بيانات الأفلام العربية
- الموقع الرسمي